# Marzandeh
Marzandeh (persiska: مرزنده) är en ort i Iran.   Den ligger i provinsen Mazandaran, i den norra delen av landet, 110 km nordost om huvudstaden Teheran. Marzandeh ligger 3 meter över havet och antalet invånare är 281.
Terrängen runt Marzandeh är huvudsakligen platt, men söderut är den kuperad.Runt Marzandeh är det ganska glesbefolkat, med 47 invånare per kvadratkilometer. Närmaste större samhälle är Āmol, 18,4 km öster om Marzandeh. Trakten runt Marzandeh består till största delen av jordbruksmark.